# 桜井祐一
桜井 祐一（さくらい ゆういち、1914年（大正3年）8月24日 - 1981年（昭和56年）11月4日）は、日本の彫刻家である。

## 経歴・人物
山形県米沢市に生まれる。1932年（昭和7年）に平櫛田中から彫刻を学び、翌1933年（昭和8年）には自身の作品が日本美術会主催の展示会に出品され受賞された。1934年（昭和9年）には日本美術院研究所に入所し、院展に初入選される。1939年（昭和14年）には第3回文展にも出品され、第二次世界大戦中から戦後にかけて院展に出品された同院賞等数多くの賞を受賞した。
この業績により1955年（昭和30年）には日本美術院の同人となり、1961年（昭和36年）に院展彫刻部が解散した事により同郷の新海竹蔵や山本豊市、千野茂らと共に彫刻家団体S.A.Sの結成に携わった。1963年（昭和38年）に同団体は国画会に合流したため、同会の会員ともなる。その後は写実的な作風であったために、海外からも注目を浴び1966年（昭和41年）にパリで開催された第3回国際現代彫刻展や現代日本美術展等多くの作品が多くの展示会に出品された。

## 受賞歴
- 日本美術会主催 展示会受賞（1933年）
- 日本美術院賞（1946年）
- 長野県野外彫刻賞（1977年）
- 中原悌二郎賞（1979年）
- 高村光太郎展優秀賞（1980年）

## 主な作品
- 『乞ふ人』- この作品で1934年（昭和9年）に開催された院展に初入選[1]。
- 『男子立像』- この作品で1939年（昭和14年）に開催された第3回文展に初入選[2]。
- 『レダ』- この作品で1979年（昭和54年）に中原悌二郎賞受賞[2]。
- 『ネグリジェの女』